# 鈴鹿峠

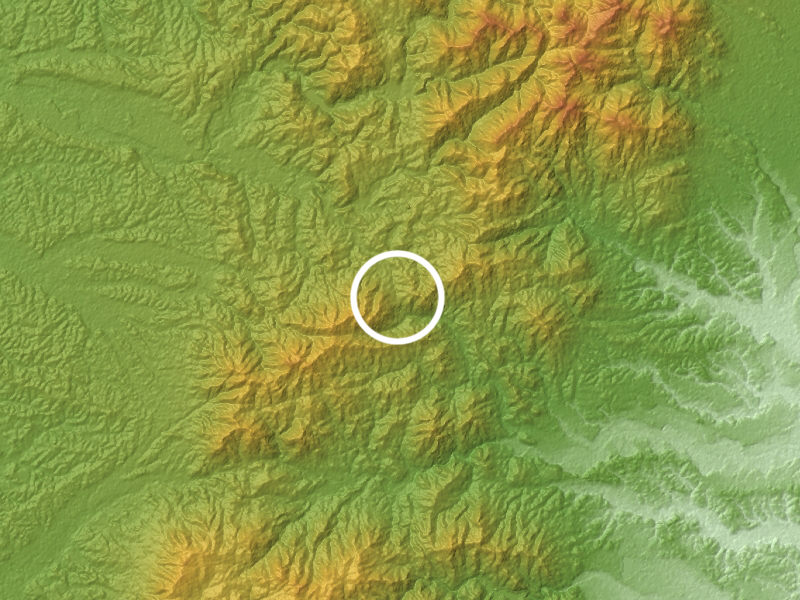
周辺地形

鈴鹿峠（すずかとうげ）は、三重県亀山市と滋賀県甲賀市の境に位置する東海道（国道1号）の峠。標高は357m。

## 概要
滋賀県側は比較的なだらかである一方、三重県側は高低差が急激であり、現在でも箱根峠に次ぐ「国道1号有数の難所」と言われるほど、険しい区間が多い。東海道本線や東海道新幹線、名神高速道路もその険しさによる難工事が予想されたために、このルート採用を断念して中山道に迂回している。
東海道に沿って草津駅 - 名古屋駅間に鉄道を敷設しようとした関西鉄道も、鈴鹿峠を避けるために横田渡 - 関宿西の追分間で東海道沿いを断念しており、三雲駅から杣街道に沿って倉歴峠を越えて柘植駅に至り、柘植駅から大和街道に沿って加太越を加太トンネルで通り抜けて関駅に至るルートを選択した。これが現在の草津線および関西本線である。
現在では鈴鹿峠を越える国道1号とほぼ並行するルートに新名神高速道路の鈴鹿トンネルが開通している。結果、鈴鹿峠を抜けるのは道路のみで鉄道は実現していない。

## 歴史
鈴鹿山脈のなかで最も低い位置にある峠で、古くから畿内から東国への重要なルートであった。天武天皇元年（672年）の壬申の乱に際しては、大海人皇子（後の天武天皇）に味方した伊勢国司の兵が鈴鹿山道（鈴鹿峠）を封鎖している。飛鳥時代に現在の亀山市関地区に鈴鹿関が置かれ、以後これより東を関東と呼んだ。当初は伊賀国を経由する加太越えの道が用いられていた。仁和2年（886年）、斎宮繁子内親王の伊勢行きを契機として鈴鹿峠を経由する新道（阿須波道）がひらかれた。その後明治にいたるまで東海道の本道として機能した。また、「鈴鹿山」と呼ばれる鈴鹿峠とその周辺の山地は、『後撰和歌集』以降歌枕として多くの和歌に詠まれた。
盗賊の横行する場所としても名高く、新道開通12年後の昌泰元年（898年）には伊勢神宮への勅使一行が襲撃され、以後鈴鹿山の盗賊はたびたび史書に現れることとなる。こうしたなかで、坂上田村麻呂による鬼神大嶽丸退治や、女盗賊立烏帽子（鈴鹿御前）の伝承が生まれた。峠をへだてて滋賀県側には土山の田村神社が、三重県側には坂下の片山神社があり、それぞれ田村麻呂や鈴鹿御前を祀り、室町時代・江戸時代を通じて東海道の旅人たちの守護神として崇敬された。
建久5年（1194年）、近江国甲賀郡の鈴鹿峠の麓を領している御家人山中俊直が鈴鹿山警固役に任じられ、嘉禄2年（1226年）には山中俊信が盗賊を退治した功によって山中村地頭・鈴鹿山盗賊追捕使に任じられている。以後も山中氏は代々鈴鹿峠の警備を任されている。
江戸時代には東海道五十三次として坂下宿・土山宿が整備された。正徳年間（1711年～1716年）、重さ38t、高さ5.44mと巨大な万人講常夜燈を四国の金毘羅まいりの講中が鈴鹿峠に建てたと伝えられる。東海道を往来する行商人信者が常夜燈に火をともし、伊勢の海遥か彼方、四国金毘羅神社に航海と道中の安全を祈願されたと言われている。これは山中村高幡山天ヶ谷より運び出され、山中村、坂下宿、甲賀谷の人等、3000人の奉仕で出来上がったと言われている。
明治23年（1890年）に草津-柘植-四日市間に関西鉄道（現在の草津線-関西本線）が開通したことにより、東海道の要衝としての地位を失った。現在の鈴鹿峠は自動車社会の急速な進行に対応すべく国道整備が進み、 旧街道は東海自然歩道の一部として残っている。

## 交通
峠付近では、国道1号のバイパス整備が進んでいる。
- 関バイパス ※現在一部区間が暫定開業。
- 鈴鹿峠バイパス：滋賀県方面への一方通行の形で新たに建設され、従来の道は三重県方面への一方通行となっている。

※鈴鹿峠バイパスの4.6kmは異常気象時通行規制区間で連続雨量180ミリで通行止めになる。また、冬場は路面凍結に注意を要する。